# Le Pêchereau

Le Pêchereau este o comună în departamentul Indre, Franța. În 1 ianuarie 2022 avea o populație de 1.781 de locuitori.